# Hunter Moore
Hunter Moore (Woodland, California, 9 de marzo de 1986) es un criminal convicto estadounidense de Sacramento, California. La revista Rolling Stone lo denominó «el hombre más odiado de internet».
En el 2010 creó el sitio web de pornografía de venganza Is Anyone Up? que permitía a los usuarios publicar fotos sexuales y explícitas en línea de personas sin su consentimiento y a menudo acompañadas de información personal como nombres, direcciones y redes sociales. Se negó a bajar las fotografías del sitio cuando se lo solicitaban. Moore se llamó a sí mismo "un arruinador de vida profesional" y se comparó con Charles Manson. El sitio web estuvo activo durante 16 meses en los cuales Moore declaró varias veces que estaba protegido por las mismas leyes que protegen a Facebook. Moore pagó a un hacker para que entrara en las cuentas de correo electrónico de las víctimas y les robara fotos privadas para publicarlas. El FBI inició una investigación sobre Moore en 2012 luego de recibir pruebas de la madre de una de las víctimas. El sitio se cerró en abril del 2012 y se vendió a un grupo contra el acoso escolar. En febrero del 2015, Moore se declaró culpable de robo de identidad agravado y de cómplice en el acceso no autorizado a computadoras. En noviembre del 2015, Moore fue sentenciado a dos años y seis meses de prisión, a una multa de $2,000 y $145.70 en restitución. Salió de prisión en mayo de 2017.

## Is Anyone Up?
Moore comenzó el sitio web en el año 2010. Moore declaró que el sitio originalmente estaba destinado a ser un sitio web de vida nocturna, pero después de que él y algunos amigos recibieron fotos sexualmente explícitas de mujeres con las que estaban saliendo el foco sitio cambió, publicando las fotos y vídeos reveladores de personas comunes y corrientes y vinculados a sus perfiles de redes sociales como Facebook o Twitter. Muchas de las víctimas se indignaron al ser incluidas en el sitio afirmando que sus fotos habían sido robadas de sus computadores o cuentas personales o compartidas por exnovios sin su consentimiento en forma de venganza. Con esto, el contenido del sitio se abarcó completamente al porno de venganza. Según los informes, Moore respondió a múltiples cartas de cese y desistimiento con "LOL " y solía argumentar que la ley protegía sus actividades.
Moore afirmó que el sitio web atraía 30 millones de visitas mensualmente y que ganó entre $ 8,000 y $ 13,000 por mes gracias a ingresos publicitarios. En respuesta a la actitud de Moore, BBC News y Rolling Stone lo denominaron como "el hombre más odiado de Internet".
Moore enfrentó numerosas demandas y una investigación del FBI e incluso fue atacado de una puñalada en el hombro por una mujer que había aparecido en el sitio.
El 19 de abril del 2012, Moore vendió el sitio web por 12.000 dólares a un grupo de anti-bullying dirigido por el ex marine James McGibney. Después de ser vendido todo el material pornográfico fue eliminado y el sitio fue redirigido a Bullyville.com.

## Investigación del FBI
Charlotte Laws, la madre de una de las víctimas en el sitio, decidió rastrear a Moore y llevó a cabo una investigación de dos años en la que recopiló pruebas de más de 40 víctimas para luego entregárselas al FBI.
En el año 2012, Moore y un colega hacker llamado Charles Evens (de alias de "Gary Jones") fueron declarados como sospechosos de delitos relacionados con el hacking. The Wire declaró que "en múltiples ocasiones, Moore le pagó a Evens para que entrara en las cuentas de correo electrónico de las víctimas y robara fotos de desnudos para publicarlas en el sitio web isanyoneup.com". Cuando Moore se dio cuenta de que las noticias sobre su investigación del FBI estaban comenzando a salir a la luz pública, respondió: "Literalmente compraré un maldito boleto de avión en primera clase, comeré una comida increíble, compraré un arma en Nueva York y mataré a quien sea que hable de la investigación. Estoy tan enojado por eso. De hecho, estoy indignado en este momento".
Moore también amenazó con incendiar la sede de The Village Voice si es que publicaban sobre la investigación del FBI. El periódico aun así publicó la noticia.

## Acusación
El 23 de enero del 2014, Moore fue acusado en un tribunal federal de California luego de ser arrestado por el FBI por cargos de conspiración, acceso no autorizado a computadoras y robo de identidad agravado. Muchos de estos delitos se cometieron con el fin de obtener imágenes de personas desnudas en contra de su voluntad.
Moore fue liberado dos días después de la cárcel del Condado de Sacramento con una fianza de $100,000. No se le permitió el acceso a Internet y se le exigió por ley que desmantelara el sitio Is Anyone Up? mientras el FBI lo monitoreaba.
El 24 de enero del 2015, exactamente un año desde la última vez que Moore usó Twitter, comenzaron a aparecer tweets que hicieron pensar que había regresado a Internet. La madre de Moore dijo que Moore no había escrito los mensajes y que su cuenta había sido usurpada.

### Declaración de culpabilidad
El 18 de febrero del 2015, Moore se declaró culpable ante la oficina del Fiscal Federal del Distrito de California, donde admitió haber ayudado e instigado la piratería informática y el robo de identidad agravado. Según la declaración, cumpliría un mínimo de dos años de prisión y un máximo de siete años y una multa de 500.000 dólares.

### Condena
En febrero del 2015 Moore se declaró culpable de robo de identidad agravado y de complicidad en el acceso no autorizado a computadoras. Además de su sentencia, accedió a un período de tres años de libertad condicional supervisada, una multa de $2,000 y $145.70 en restitución. Moore fue sentenciado a 2 años y medio en una prisión federal, seguido de tres años de libertad condicional.
El 2 de julio del 2015, Charles Evens se declaró culpable de los cargos de piratería informática y robo de identidad y confesó haber robado cientos de imágenes de las cuentas de correo electrónico de mujeres y haberselas vendido a Moore. Fue sentenciado el 16 de noviembre de 2015 y salió de prisión en mayo del 2017.

## Juicio por difamación
El 8 de marzo del 2013, el fundador de Bullyville, James McGibney, ganó un juicio por difamación de $250,000 en contra de Moore luego de que éste lo llamara "pedófilo" y amenazara con violar a su esposa.

## Documental
Moore y su sitio web fueron el tema principal del documental de Netflix "El hombre más odiado de Internet" , que consta de tres capítulos.

## Vida personal
Moore creció en Woodland, California. Asistió al colegio Woodland Christian School del que fue expulsado y abandonó la secundaria a los trece años.
Moore vivió con su abuela durante un tiempo debido a que temía que lo asesinaran mientras dormía debido a las constantes amenazas de muerte.
Tiene prohibido el uso de Facebook, Twitter y diversas redes sociales.